# Octombrie polonez
Octombrie polonez (poloneză: Polski październik 1956), cunoscut și sub numele de Octombrie polonez 1956 sau perioada de "dezgheț", a marcat o schimbare în politica Poloniei în a doua jumătate a anului 1956. Unii oameni de știință o numesc Revoluția Poloneză din Octombrie, mai puțin dramatică decât Revoluția maghiară din 1956, dar cu impact și mai profund asupra Blocului răsăritean și asupra relației Uniunii Sovietice cu statele sale satelit din Europa Centrală și de Est.
În iunie 1956, muncitorii orașului industrial Poznań au intrat în grevă datorită condițiilor proaste de muncă și a escrocheriilor salariale. Demonstrațiile organizate de muncitorii fabricilor s-au transformat într-un mare protest al orașului. La scurt timp, 16 tancuri, 2 transportatoare blindate și 30 de vehicule anti-revolte au fost trimise la ordinele lui Rokossowsky. Circa 53-80 de oameni au fost uciși și peste 300 răniți datorită împușcăturilor, când și-au făcut apariția Diviziile Armate 10 și 19, susținute de Corpurile 2 Armate și Diviza 4 de Infanterie. Cyrankiewicz a încercat să le inducă teamă protestatarilor. În discursul său larg mediatizat, amenința: orice provocator sau lunatic care va îndrăzni să ridice mâna împotriva conducerii poporului să fie sigur că această mână va fi tăiată.
Zdruncinată din temelii, a VII-lea Ședință Plenară al Comitetului Central care s-a desfășurat în iulie 1956 s-a divizat în două facțiuni neoficiale, cea „etno-naționalistă” Natolin și cea „reformistă” facțiunea Puławy numite după locațiile unde s-au desfășurat întrunirile: Palatul Natolin în apropiere de Varșovia și Strada Puławska din Varșovia. Facțiunea Natolin era alcătuită din oficiali comuniști din cadrul armatei și a securității statului, printre care Moczar, Kliszko și Nowak care cereau înlăturarea evreilor protejați ai lui Stalin din sistem, și au anunțat public că îl vor susține pe Gomułka. Facțiunea Puławy era alcătuită din comuniști evrei ai sistemului de securitate, care în cea mai mare parte a războiului au petrecut-o în URSS; precum și oportuniști dezamăgiți, și membrii vechii intelectualități comuniste. Ambele facțiuni susțineau sovietizarea Poloniei dar cu obiective ușor diferite dar staliniștii erau lipsiți de sprijinul lui Hrușciov care au plecat într-o delegație de mare rang, iar regimul a apelat la conciliere: anunțase creșterea salariilor și alte reforme. Vocile se făceau auzite în cadrul partidului iar printre intelectuali se cerea reforme mai considerabile ale sistemului stalinist.
Cea ce devenise cunoscut ca fiind Octombrie polonez datorită nevoii unei noi conduceri, a VIII-a Ședință Plenară l-a numit pe Władysław Gomułka – eliberat din arest la domiciliu - noul Prim Secretar al PZPR. Acesta fost ales 19 octombrie 1956. Intre ianuarie si iunie 1945, el a fost viceprim-ministru in guvernul provizoriu al Republicii Polonia si a facut parte din guvernul de uniune nationala care a rezistat la putere pâna in 1947. Folosindu-si influenta in cadrul cabinetului, Gomulka a zdrobit orice rezistenta fata de ascensiunea comunistilor si a jucat un rol-cheie in organizarea alegerilor parlamentare din 1947, in care comunistii si aliatii lor au obtinut o victorie zdrobitoare, evident prin fraudarea masiva a scrutinului. Gomulka a cazut insa prada conflictelor de interese din sânul partidului, fiind demis si inchis, sub acuzatia de deviationism de dreapta si exclus din partid. În 1956, Gomułka, promițând să elimine stalinismul, a convins autoritățile de la Moscova că nu va permite diminuarea influenței sovietice în Europa de Est. Chiar și așa relațiile Poloniei cu Kremlinul nu era atât de încordate precum cele ale Iugoslaviei, iar oprirea influenței sovietice în Polonia nu era vizibilă; în cele din urmă, la 14 mai 1955 a fost semnat în capitala poloneză Pactul de la Varșovia, pentru a contracara înființarea NATO.  
Dupa moartea premierului stalinist Bierut, in 1956, a inceput o perioada de „dezghet”, culminând cu revolta muncitorilor din Poznan. Succesorul lui Bierut, Ochab, l-a reabilitat pe Gomulka si i-a dat mâna liberă să implementeze reforme. În fața sovieticilor care amenințau cu o intervenție armată, Gomulka nu s-a pierdut cu firea, reușind să-și impună punctul de vedere. Dar, pe măsura trecerii timpului, el a devenit tot mai conservator, acceptând participarea țării sale la înabușirea revoltei din Cehoslovacia, in 1968. Reprimarea sângeroasă, în decembrie 1970, a revoltei muncitorilor de la șantierele navale a dus la demisia sa, Gomulka retragându-se astfel definitiv din politică, pâna la moartea sa, survenită în 1982.
La cel de-al XX-lea Congres a fost inițiat un proces de democratizare parțială a vieții politice și economice în Polonia. Numarul agenților de securitate a fost redus cu 22%, iar 9 000 de politicieni socialiști și populiști au fost eliberați din închisoare din totalul de 34 644 de deținuți din întreaga țară. Staliniștii radicali, precum Berman și Romkowski au fost îndepărtați de la putere, iar mulți ofițeri sovietici care deserveau în Forțele Armate Poloneze au fost demiși, însă nici unul nu a fost dus în fața instanței pentru reprimările întreprinse în perioada lui Bierut, exceptându-i pe cei doi de mai sus. Facțiunea Puławy argumenta că procesele în masă a oficialilor staliniști, mulți dintre ei fiind evrei, vor incita la animozitate față de evrei. Konstantin Rokossovsky și alți consilieri sovietici au fost trimiși acasă, iar comunismul polonez a urmat o orientare mai independentă. Cu toate acestea, Gomułka era conștient că sovieticii nu vor permite Poloniei să părăsească Pactul de la Varșovia datorită poziției strategice a țării dintre Uniunea Sovietică și Germania. Acesta a fost de acord ca trupele sovietice să rămână în Polonia, și nu vor fi permise izbucnirile anti-sovietice. Prin aceasta, Polonia evita riscul unei intervenții sovietice, așa cum se petrecuse în Revoluția ungară din 1956.
De asemenea, au existat încercări repetate de către academicieni și filozofi polonezi, mulți dintre ei fiind educați în Școala Liov-Varșovia dinainte de izbucnirea războiului - precum Leszek Kołakowski, Stanisław Ossowski și Adam Schaff - să dezvolte o formă specifică marxismului polonez. Tentativele acestora de a crea un pod între istoria Poloniei și ideologia marxistă sovietică a avut succes mic, însă acestea au fost înăbușite datorită refuzului regimului de a risca să stârnească mânia Uniunii Sovietice că se vor distanța prea mult de linia de partid sovietică.

## Link-uri externe
- Poznań - Budapest - 1956
- 1956 - a european date
- LOC: From Stalinism to the Polish October Arhivat în 14 mai 2021, la Wayback Machine.
- LOC: Gomulka and Gierek Arhivat în 16 august 2021, la Wayback Machine.